# Европейская кооперация по стандартизации в области космической техники
Европейская кооперация по стандартизации в области космической техники (англ. European Cooperation for Space Standardization, ECSS) — организация по улучшению стандартов в рамках европейской космической программы. ECSS публикует стандарты, которых должно придерживаться Европейское космическое агентство.
Располагается в г. Нордвейк, Нидерланды.

## Члены ECSS
В разработке и применении стандартов ECSS участвуют следующие организации:
- Итальянское космическое агентство (ASI, Италия)
- Национальный центр космических исследований (CNES, Франция)
- Германский центр авиации и космонавтики (DLR, Германия)
- Европейское космическое агентство (ESA)
- Netherlands Space Office[англ.] (NSO, Нидерланды)
- Norwegian Space Agency[англ.] (NSA/NSC, Норвегия)
- Космическое агентство Великобритании (UKSA, Великобритания)